# ماستوسیتوز

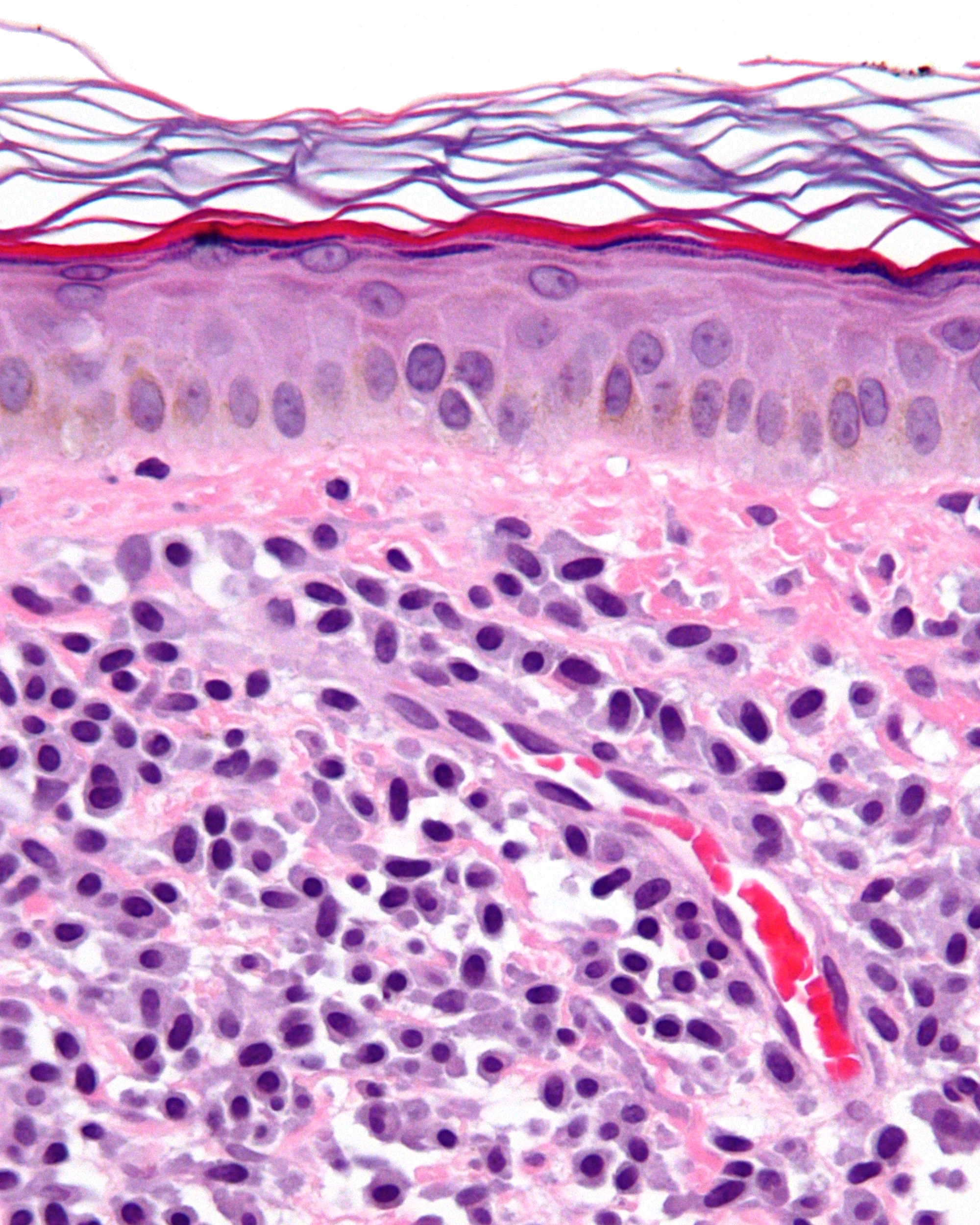
ماستوسیتوز با بزرگنمایی بسیار بالا

ماستوسیتوز یا (Mastocytosis) گروهی از اختلالات نادر در کودکان یا بزرگسالان هستند که با تجمع ماست‌سل‌ها (نوعی سلول دستگاه ایمنی) در بافت‌های مختلف بدن تعریف می‌شوند. اغلب علائم ماستوسیتوز به آلرژی شبیه است. سلول‌های ماستوسیت در پوست، استخوان‌ها، مفاصل، غدد لنفاوی، کبد، طحال و دستگاه گوارش یافت می‌شوند.

## انواع
۱. بیماری فقط با درگیری پوستی مانند Urticaria pigmentosa (نوعی بیماری اطفال)
۲. بیماری سیستمیک با درگیری مغز استخوان و اندامهای داخلی مانند طحال و پوست
۳. فعایت ماست سل تک دودمانی (مونوکلونال)
۴. ماستوسیتوز با تعداد طبیعی ماست سل
- ماست سل لوکمیا
- ماست سل سارکوما

## علائم
ماست سلها موادی شیمیایی مانند هیستامین تولید و رها می‌کنند که می‌توانند باعث ایجاد برافروختگی (داغ و قرمز شدن صورت)، خارش، گرفتگی (کرامپ) عضلات شکم، درد عضلانی، تهوع، استفراغ، اسهال، پایین رفتن فشار خون، و شوک شوند.